# Gaël Touya
Gaël Touya (Metz, 30 oktober 1973) is een Frans schermer.
Touya werd met het Franse team 1997 wereldkampioen en samen met zijn broer Damien in 2004 olympisch goud.

## Resultaten

### Olympische Zomerspelen
| Jaar | Plaats | Resultaten           |
| ---- | ------ | -------------------- |
| 2004 | Athene | sabel team 19e sabel |

### Wereldkampioenschappen schermen
| Jaar | Plaats            | Resultaten |
| ---- | ----------------- | ---------- |
| 1997 | Kaapstad          | sabel team |
| 1998 | La Chaux-de-Fonds | sabel team |

1908: Földes, Fuchs, Gerde, Tóth, Werkner ·
1912: Berti, Földes, Fuchs, Gerde, Mészáros, Schenker, Tóth, Werkner ·
1920: Baldi, Gargano, A. Nadi, N. Nadi, Puliti, Santelli, Urbani ·
1924: Anselmi, Balzarini, Bertinetti, Bini, Cuccia, Moricca, Puliti, Sarrocchi ·
1928: Garay, Glykais, Gombos, Petschauer, Rády, Tersztyánszky ·
1932: Gerevich, Glykais, Kabos, Nagy, Petschauer, Piller ·
1936: Berczelly, Gerevich, Kabos, Kovács, Rajcsányi, Rajczy ·
1948: Berczelly, Gerevich, Kárpáti, Kovács, Rajcsányi, Papp ·
1952: Berczelly, Gerevich, Kárpáti, Kovács, Rajcsányi, Papp ·
1956: Gerevich, Hámori, Kárpáti, Keresztes, Kovács, Magay ·
1960: Delneky, Gerevich, Horváth, Kárpáti, Kovács, Mendelényi ·
1964: Asatiani, Mavlichanov, Melnikov, Rakita, Rylski ·
1968: Oemjar Mavlichanov, Naslimov, Rakita, Sidjak, Vinokoerov ·
1972: Maffei, M.A. Montano, M.T. Montano, Rigoli, Salvadori ·
1976: Boertsev, Krovopoeskov, Naslimov, Sidjak, Vinokoerov ·
1980: Aljochin, Boertsev, Krovopoeskov, Naslimov, Sidjak ·
1984: Arcidiacono, Dalla Barba, Marin, Meglio, Scalzo ·
1988: Bujdosó, Csongrádi, Gedővári, Nébald, Szabó ·
1992: Goettsajt, Kirijenko, Pogossov, Pozdnjakov, Sjirsjov ·
1996: Kirijenko, Pozdnjakov, Tsjarikov ·
2000: Frossin, Pozdnjakov, Tsjarikov ·
2004: Pillet, D. Touya, G. Touya ·
2008: Pillet, Sanson, Lopez ·
2012: Gu, Kim, Oh, Won ·
2020: Oh, Kim Jun, Kim Jung, Gu  ·
2024: Oh, Gu, Park, Do